# Johan Styrud
Sven Johan Styrud, född 4 juli 1960 i Sofia församling i Jönköping, är en svensk överläkare vid Danderyds sjukhus och ordförande i Stockholms läkarförening. Styrud är verksam vid kirurgkliniken på Danderyds sjukhus. I samband med att Region Stockholm drabbades hårt av coronavirusutbrottet 2020–2021 i Sverige figurerade Styrud ofta i media. Han belyste bland annat trycket på intensivvårdsavdelningar, bristen på skyddsmaterial som andningsskydd, men gav även medicinska och folkhälsorelaterade råd.
Styrud doktorerade 1990 vid den medicinska fakulteten på Uppsala universitet.